# 细肋平锉蛤
细肋平锉蛤（学名：Limatula choshiensis），是莺蛤目狐蛤科平锉蛤属的一种。主要分布于中国大陆，常栖息在水深119米、泥沙底质、潮下带100－300米，少见品种。